# Cinara minoripinihabitans
Cinara minoripinihabitans är en insektsart. Cinara minoripinihabitans ingår i släktet Cinara och familjen långrörsbladlöss. Inga underarter finns listade i Catalogue of Life.